# Vittorio Aducco
Vittorio Aducco (Pavia, 1860 – Pisa, 1937) è stato un fisiologo italiano.
È stato professore dal 1891 all'Università di Siena e dal 1894 all'Università di Pisa, nella quale è stato rettore tra il 1925 e il 1927. È stato, inoltre, socio dell'Accademia Nazionale dei Lincei nel 1926.
È rimasta classica la tecnica, la cosiddetta cocainizzazione, con la quale esplorò la funzione dei centri respiratori.